# Cầu thủ xuất sắc nhất tháng Giải bóng đá Ngoại hạng Anh

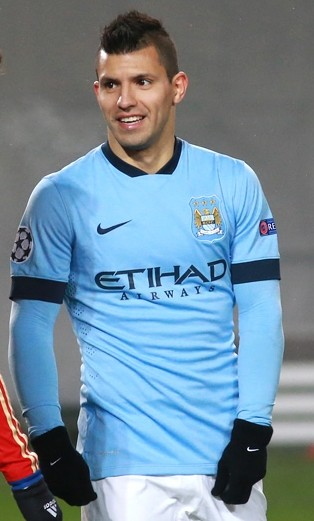
Sergio Agüero đã giành giải thưởng với đồng kỷ lục bảy lần.

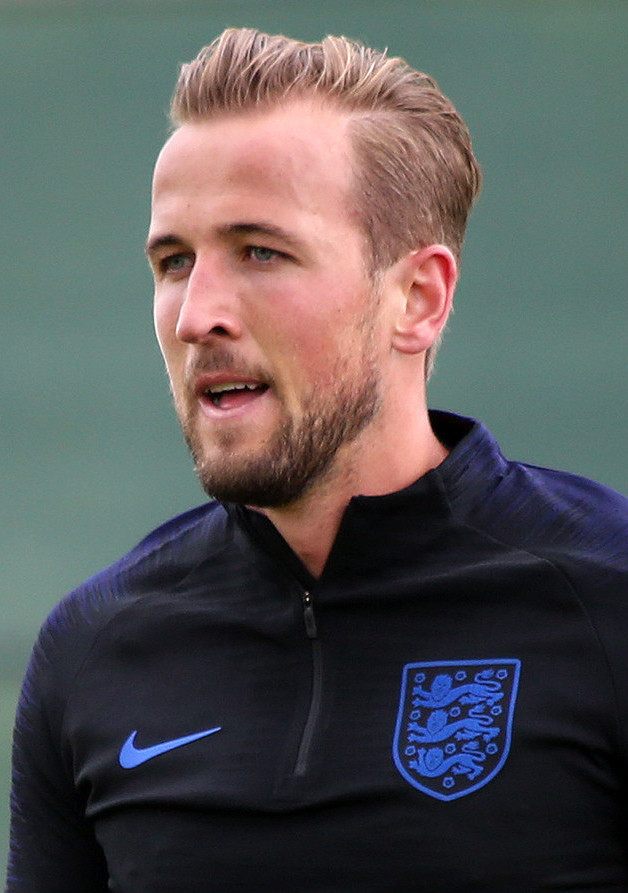
Harry Kane đã giành giải thưởng với đồng kỷ lục bảy lần

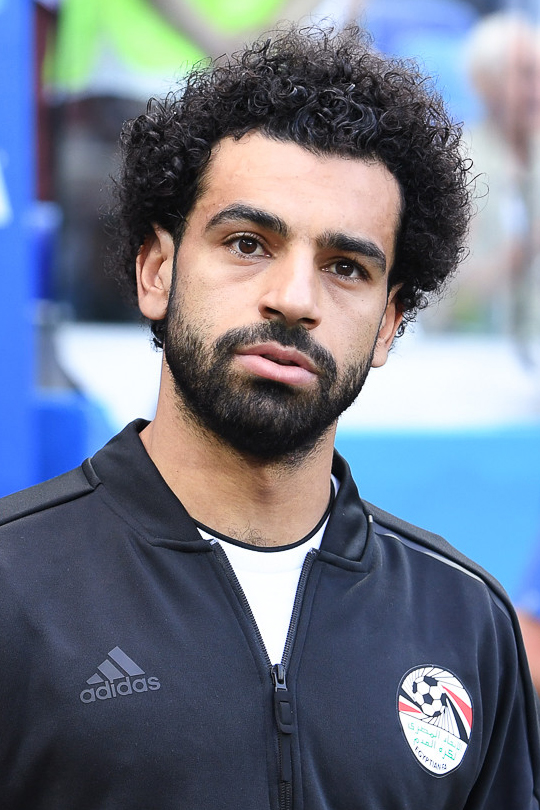
Mohamed Salah đã giành giải thưởng với đồng kỷ lục bảy lần.

Cầu thủ xuất sắc nhất tháng Giải bóng đá Ngoại hạng Anh (tiếng Anh: Premier League Player of the Month) là một giải thưởng bóng đá nhằm ghi nhận những cầu thủ Ngoại hạng Anh được đánh giá là xuất sắc nhất trong mỗi tháng của mùa giải. Người chiến thắng giải thưởng này được quyết định thông qua sự kết hợp giữa bình chọn trực tuyến của cộng đồng (chiếm 10% trong kết quả chung cuộc), một hội đồng chuyên gia, và đội trưởng của các câu lạc bộ tại giải Ngoại hạng Anh. Giải thưởng từng có những tên gọi như Carling Premiership Cầu thủ xuất sắc nhất tháng (1994–2001), Barclaycard Premiership Cầu thủ xuất sắc nhất tháng (2001–2004), Barclays Cầu thủ xuất sắc nhất tháng (2004–2016) và hiện tại được biết đến với tên gọi là EA Sports Cầu thủ xuất sắc nhất tháng.
Giải bóng đá Ngoại hạng Anh được thành lập vào năm 1992, sau sự kiện các thành viên của First Division ly khai khỏi hệ thống English Football League. Những câu lạc bộ này đã thành lập một giải đấu mới mang tính độc lập về mặt thương mại, trong đó họ được quyền thương lượng những thỏa thuận tài trợ và phát sóng riêng. Giải đấu bắt đầu mà không có nhà tài trợ cho đến khi Carling đồng ý ký một bản hợp đồng bốn năm với mức giá 12 triệu bảng Anh vào đầu mùa giải kế tiếp. Mùa giải 1993–94, ban tổ chức đã giới thiệu các giải thưởng Huấn luyện viên xuất sắc nhất tháng và Huấn luyện viên xuất sắc nhất mùa giải, bổ sung vào các giải thưởng Cầu thủ xuất sắc nhất năm hiện có của Hiệp hội nhà báo bóng đá và Hiệp hội cầu thủ bóng đá chuyên nghiệp Anh. Sau đó, đến mùa giải 1994–95, giải thưởng Cầu thủ xuất sắc nhất tháng đã được bổ sung và trao giải cùng với giải thưởng Huấn luyện viên xuất sắc nhất hàng tháng. Cầu thủ đầu tiên được trao giải là Jürgen Klinsmann của câu lạc bộ Tottenham Hotspur với màn thể hiện trong tháng 8 năm 1994.
Sergio Agüero, Harry Kane và Mohamed Salah là những người nhận nhiều giải thưởng Cầu thủ xuất sắc của tháng nhất với bảy lần cho mỗi người. Chín cầu thủ đã từng giành giải thưởng trong các tháng liên tiếp: Robbie Fowler, Dennis Bergkamp, Cristiano Ronaldo, Harry Kane, Jamie Vardy, Mohamed Salah, Bruno Fernandes, İlkay Gündoğan và Marcus Rashford. Chỉ có Mohamed Salah và Marcus Rashford đã giành được ba giải thưởng trong một mùa giải, trong khi Fernandes là cầu thủ đầu tiên thắng giải bốn lần trong một năm dương lịch. 19 cá nhân khác đã đoạt hai giải thưởng trong một mùa bóng: Robbie Fowler, Dennis Bergkamp, Ruud van Nistelrooy, Thierry Henry, Wayne Rooney, Ryan Giggs, Cristiano Ronaldo, Ashley Young, Peter Odemwingie, Robin van Persie, Daniel Sturridge, Luis Suárez, Harry Kane, Jamie Vardy, Sergio Agüero, Son Heung-min, Bruno Fernandes, Erling Haaland và Mohamed Salah. Robbie Keane đã giành được giải thưởng vói ba câu lạc bộ khác nhau, trong khi 12 cầu thủ đã đoạt giải khi thi đấu cho hai câu lạc bộ bao gồm Alan Shearer, Dion Dublin, David Ginola, Dwight Yorke, Tim Flowers, Teddy Sheringham, Danny Murphy, Andrew Johnson, Nicolas Anelka, Dimitar Berbatov, Scott Parker và Robin van Persie.
Đã có sáu thời điểm giải thưởng được trao đồng hạng: Alan Shearer và Chris Sutton đều của Blackburn Rovers vào tháng 11 năm 1994, Robbie Fowler và Stan Collymore đều của Liverpool vào tháng 1 năm 1996, Kevin Davies của Southampton và Andy Cole của Manchester United vào tháng 11 năm 1997, Dennis Bergkamp và Edu đều của Arsenal vào tháng 2 năm 2004, Dimitar Berbatov và Robbie Keane đều của Tottenham Hotspur vào tháng 4 năm 2007 và Steven Gerrard và Luis Suárez đều của Liverpool vào tháng 4 năm 2014. Hơn bốn trên tổng số 10 giải thưởng Cầu thủ xuất sắc nhất tháng đã được trao cho các cầu thủ Anh, và gần một phần tư số cầu thủ nước ngoài giành giải đến từ Pháp và Hà Lan. Michail Antonio là cầu thủ đầu tiên đoạt giải với các quốc tịch khác nhau, giành giải vào tháng 7 năm 2020 với tư cách là nguòi Anh và vào tháng 8 năm 2021 với tư cách là người Jamaica. Manchester United có nhiều giải thưởng Cầu thủ hay nhất tháng hơn bất kỳ câu lạc bộ nào khác.
Tính đến tháng 3 năm 2025, người đoạt giải thưởng gần nhất là tiền vệ Bruno Fernandes của Manchester United.

## Danh sách đoạt giải
- Jürgen Klinsmann, người thắng giải Cầu thủ xuất sắc nhất tháng đầu tiên vào tháng 8 năm 1994.
- Dwight Yorke là cầu thủ châu Mỹ đầu tiên giành được giải thưởng.
- Robbie Fowler là cầu thủ đầu tiên giành giải thưởng trong các tháng liên tiếp.
- Dennis Bergkamp là cầu thủ đầu tiên giành giải thưởng một cách tuyệt đối trong các tháng liên tiếp.
- Alan Shearer là cầu thủ đầu tiên giành giải thưởng trong màu áo các câu lạc bộ khác nhau.
- Steven Gerrard đã đoạt sáu giải thưởng Cầu thủ xuất sắc nhất tháng.
- Thierry Henry đã đoạt bốn giải thưởng Cầu thủ xuất sắc nhất tháng.
- Mark Schwarzer là cầu thủ châu Đại Dương đầu tiên giành được giải thưởng.
- Paul Ince là cầu thủ đầu tiên của Manchester United được nhận giải thưởng vào tháng 10 năm 1994.
- Son Heung-min là cầu thủ châu Á đầu tiên giành được giải thưởng.
- Bruno Fernandes là cầu thủ đầu tiên giành bốn giải thưởng Cầu thủ xuất sắc nhất tháng trong một năm.
- Robin van Persie đã đoạt năm giải thưởng Cầu thủ xuất sắc nhất tháng.
- Wayne Rooney đã đoạt năm giải thưởng Cầu thủ xuất sắc nhất tháng.
- Cristiano Ronaldo đã đoạt sáu giải thưởng Cầu thủ xuất sắc nhất tháng, và với khoảng cách xa nhất giữa các giải thưởng (tháng 3 nam 2008 và tháng 9 năm 2021).
- Michail Antonio là cầu thủ đầu tiên đoạt giải với các quốc tịch khác nhau, vào tháng 7 năm 2020 là người Anh và vào tháng 3 năm 2021 là người Jamaica.

- Những cầu thủ được đánh dấu  chia sẻ giải thưởng với cầu thủ khác.
- Chú thích vị trí thi đấu: TM – Thủ môn; HV – Hậu vệ; TV; TV – Tiền vệ; TĐ – Tiền đạo.

| Tháng         | Năm  | Cầu thủ                   | Quốc tịch             | Vị trí | Club                 | TK      |
| ------------- | ---- | ------------------------- | --------------------- | ------ | -------------------- | ------- |
| Tháng 8       | 1994 | Jürgen Klinsmann          | Đức                   | TĐ     | Tottenham Hotspur    | [ 7 ]   |
| Tháng 9       | 1994 | Rob Lee                   | Anh                   | TV     | Newcastle United     | [ 9 ]   |
| Tháng 10      | 1994 | Paul Ince                 | Anh                   | TV     | Manchester United    | [ 7 ]   |
| Tháng 11      | 1994 | Alan Shearer              | Anh                   | TĐ     | Blackburn Rovers     | [ 7 ]   |
| Tháng 11      | 1994 | Chris Sutton              | Anh                   | TĐ     | Blackburn Rovers     | [ 7 ]   |
| Tháng 12      | 1994 | Matt Le Tissier           | Anh                   | TV     | Southampton          | [ 7 ]   |
| Tháng 1       | 1995 | Chris Waddle              | Anh                   | TV     | Sheffield Wednesday  | [ 7 ]   |
| Tháng 2       | 1995 | Duncan Ferguson           | Scotland              | TĐ     | Everton              | [ 7 ]   |
| Tháng 3       | 1995 | Tony Yeboah               | Ghana                 | TĐ     | Leeds United         | [ 7 ]   |
| Tháng 4       | 1995 | David Seaman              | Anh                   | TM     | Arsenal              | [ 7 ]   |
| Tháng 8       | 1995 | David Ginola              | Pháp                  | TĐ     | Newcastle United     | [ 10 ]  |
| Tháng 9       | 1995 | Tony Yeboah               | Ghana                 | TĐ     | Leeds United         | [ 10 ]  |
| Tháng 10      | 1995 | Trevor Sinclair           | Anh                   | TV     | Queens Park Rangers  | [ 11 ]  |
| Tháng 11      | 1995 | Rob Lee                   | Anh                   | TV     | Newcastle United     | [ 10 ]  |
| Tháng 12      | 1995 | Robbie Fowler             | Anh                   | TĐ     | Liverpool            | [ 10 ]  |
| Tháng 1       | 1996 | Stan Collymore            | Anh                   | TĐ     | Liverpool            | [ 10 ]  |
| Tháng 1       | 1996 | Robbie Fowler             | Anh                   | TĐ     | Liverpool            | [ 10 ]  |
| Tháng 2       | 1996 | Dwight Yorke              | Trinidad và Tobago    | TV     | Aston Villa          | [ 12 ]  |
| Tháng 3       | 1996 | Eric Cantona              | Pháp                  | TĐ     | Manchester United    | [ 10 ]  |
| Tháng 4       | 1996 | Andrei Kanchelskis        | Nga                   | TĐ     | Everton              | [ 13 ]  |
| Tháng 8       | 1996 | David Beckham             | Anh                   | TV     | Manchester United    | [ 14 ]  |
| Tháng 9       | 1996 | Patrik Berger             | Cộng hòa Séc          | TV     | Liverpool            | [ 14 ]  |
| Tháng 10      | 1996 | Matt Le Tissier           | Anh                   | TV     | Southampton          | [ 14 ]  |
| Tháng 11      | 1996 | Ian Wright                | Anh                   | TĐ     | Arsenal              | [ 14 ]  |
| Tháng 12      | 1996 | Gianfranco Zola           | Ý                     | TĐ     | Chelsea              | [ 14 ]  |
| Tháng 1       | 1997 | Tim Flowers               | Anh                   | TM     | Blackburn Rovers     | [ 14 ]  |
| Tháng 2       | 1997 | Robbie Earle              | Jamaica               | TV     | Wimbledon            | [ 14 ]  |
| Tháng 3       | 1997 | Juninho Paulista          | Brasil                | TV     | Middlesbrough        | [ 14 ]  |
| Tháng 4       | 1997 | Mickey Evans              | Ireland               | TĐ     | Southampton          | [ 14 ]  |
| Tháng 8       | 1997 | Dennis Bergkamp           | Hà Lan                | TĐ     | Arsenal              | [ 15 ]  |
| Tháng 9       | 1997 | Dennis Bergkamp           | Hà Lan                | TĐ     | Arsenal              | [ 15 ]  |
| Tháng 10      | 1997 | Paulo Wanchope            | Costa Rica            | TĐ     | Derby County         | [ 15 ]  |
| Tháng 11      | 1997 | Andy Cole                 | Anh                   | TĐ     | Manchester United    | [ 15 ]  |
| Tháng 11      | 1997 | Kevin Davies              | Anh                   | TĐ     | Southampton          | [ 15 ]  |
| Tháng 12      | 1997 | Steve McManaman           | Anh                   | TV     | Liverpool            | [ 15 ]  |
| Tháng 1       | 1998 | Dion Dublin               | Anh                   | TĐ     | Coventry City        | [ 15 ]  |
| Tháng 2       | 1998 | Chris Sutton              | Anh                   | TĐ     | Blackburn Rovers     | [ 15 ]  |
| Tháng 3       | 1998 | Alex Manninger            | Áo                    | TM     | Arsenal              | [ 15 ]  |
| Tháng 4       | 1998 | Emmanuel Petit            | Pháp                  | TV     | Arsenal              | [ 15 ]  |
| Tháng 8       | 1998 | Michael Owen              | Anh                   | TĐ     | Liverpool            | [ 16 ]  |
| Tháng 9       | 1998 | Alan Shearer              | Anh                   | TĐ     | Newcastle United     | [ 16 ]  |
| Tháng 10      | 1998 | Roy Keane                 | Ireland               | TV     | Manchester United    | [ 16 ]  |
| Tháng 11      | 1998 | Dion Dublin               | Anh                   | TĐ     | Aston Villa          | [ 16 ]  |
| Tháng 12      | 1998 | David Ginola              | Pháp                  | TĐ     | Tottenham Hotspur    | [ 16 ]  |
| Tháng 1       | 1999 | Dwight Yorke              | Trinidad và Tobago    | TV     | Manchester United    | [ 16 ]  |
| Tháng 2       | 1999 | Nicolas Anelka            | Pháp                  | TĐ     | Arsenal              | [ 16 ]  |
| Tháng 3       | 1999 | Ray Parlour               | Anh                   | TV     | Arsenal              | [ 16 ]  |
| Tháng 4       | 1999 | Kevin Campbell            | Anh                   | TĐ     | Everton              | [ 16 ]  |
| Tháng 8       | 1999 | Robbie Keane              | Ireland               | TĐ     | Coventry City        | [ 17 ]  |
| Tháng 9       | 1999 | Muzzy Izzet               | Thổ Nhĩ Kỳ            | TV     | Leicester City       | [ 17 ]  |
| Tháng 10      | 1999 | Kevin Phillips            | Anh                   | TĐ     | Sunderland           | [ 17 ]  |
| Tháng 11      | 1999 | Sami Hyypiä               | Phần Lan              | HV     | Liverpool            | [ 17 ]  |
| Tháng 12      | 1999 | Roy Keane                 | Ireland               | TV     | Manchester United    | [ 17 ]  |
| Tháng 1       | 2000 | Gareth Southgate          | Anh                   | HV     | Aston Villa          | [ 17 ]  |
| Tháng 2       | 2000 | Paul Merson               | Anh                   | TV     | Aston Villa          | [ 17 ]  |
| Tháng 3       | 2000 | Dwight Yorke              | Trinidad và Tobago    | TV     | Manchester United    | [ 17 ]  |
| Tháng 4       | 2000 | Thierry Henry             | Pháp                  | TĐ     | Arsenal              | [ 17 ]  |
| Tháng 8       | 2000 | Alan Smith                | Anh                   | TV     | Leeds United         | [ 18 ]  |
| Tháng 9       | 2000 | Tim Flowers               | Anh                   | TM     | Leicester City       | [ 18 ]  |
| Tháng 10      | 2000 | Teddy Sheringham          | Anh                   | TĐ     | Manchester United    | [ 18 ]  |
| Tháng 11      | 2000 | Paul Robinson             | Anh                   | TM     | Leeds United         | [ 18 ]  |
| Tháng 12      | 2000 | James Beattie             | Anh                   | TĐ     | Southampton          | [ 18 ]  |
| Tháng 1       | 2001 | Robbie Keane              | Ireland               | TĐ     | Leeds United         | [ 18 ]  |
| Tháng 2       | 2001 | Stuart Pearce             | Anh                   | HV     | West Ham United      | [ 18 ]  |
| Tháng 3       | 2001 | Steven Gerrard            | Anh                   | TV     | Liverpool            | [ 18 ]  |
| Tháng 4       | 2001 | Gary McAllister           | Scotland              | TV     | Liverpool            | [ 18 ]  |
| Tháng 8       | 2001 | Louis Saha                | Pháp                  | TĐ     | Fulham               | [ 19 ]  |
| Tháng 9       | 2001 | Juan Sebastián Verón      | Argentina             | TV     | Manchester United    | [ 19 ]  |
| Tháng 10      | 2001 | Rio Ferdinand             | Anh                   | HV     | Leeds United         | [ 19 ]  |
| Tháng 11      | 2001 | Danny Murphy              | Anh                   | TV     | Liverpool            | [ 20 ]  |
| Tháng 12      | 2001 | Ruud van Nistelrooy       | Hà Lan                | TĐ     | Manchester United    | [ 19 ]  |
| Tháng 1       | 2002 | Marcus Bent               | Anh                   | TĐ     | Ipswich Town         | [ 19 ]  |
| Tháng 2       | 2002 | Ruud van Nistelrooy       | Hà Lan                | TĐ     | Manchester United    | [ 19 ]  |
| Tháng 3       | 2002 | Dennis Bergkamp           | Hà Lan                | TĐ     | Arsenal              | [ 21 ]  |
| Tháng 4       | 2002 | Freddie Ljungberg         | Thụy Điển             | TV     | Arsenal              | [ 19 ]  |
| Tháng 8       | 2002 | Sylvain Wiltord           | Pháp                  | TĐ     | Arsenal              | [ 22 ]  |
| Tháng 9       | 2002 | Thierry Henry             | Pháp                  | TĐ     | Arsenal              | [ 22 ]  |
| Tháng 10      | 2002 | Gianfranco Zola           | Ý                     | TĐ     | Chelsea              | [ 23 ]  |
| Tháng 11      | 2002 | James Beattie             | Anh                   | TĐ     | Southampton          | [ 22 ]  |
| Tháng 12      | 2002 | Alan Shearer              | Anh                   | TĐ     | Newcastle United     | [ 22 ]  |
| Tháng 1       | 2003 | Paul Scholes              | Anh                   | TV     | Manchester United    | [ 22 ]  |
| Tháng 2       | 2003 | Robert Pires              | Pháp                  | TV     | Arsenal              | [ 22 ]  |
| Tháng 3       | 2003 | Steven Gerrard            | Anh                   | TV     | Liverpool            | [ 22 ]  |
| Tháng 4       | 2003 | Ruud van Nistelrooy       | Hà Lan                | TĐ     | Manchester United    | [ 22 ]  |
| Tháng 8       | 2003 | Teddy Sheringham          | Anh                   | TĐ     | Portsmouth           | [ 24 ]  |
| Tháng 9       | 2003 | Frank Lampard             | Anh                   | TV     | Chelsea              | [ 24 ]  |
| Tháng 10      | 2003 | Alan Shearer              | Anh                   | TĐ     | Newcastle United     | [ 24 ]  |
| Tháng 11      | 2003 | Jay-Jay Okocha            | Nigeria               | TV     | Bolton Wanderers     | [ 24 ]  |
| Tháng 12      | 2003 | Paul Scholes              | Anh                   | TV     | Manchester United    | [ 24 ]  |
| Tháng 1       | 2004 | Thierry Henry             | Pháp                  | TĐ     | Arsenal              | [ 24 ]  |
| Tháng 2       | 2004 | Dennis Bergkamp           | Hà Lan                | TĐ     | Arsenal              | [ 24 ]  |
| Tháng 2       | 2004 | Edu                       | Brasil                | TV     | Arsenal              | [ 24 ]  |
| Tháng 3       | 2004 | Mikael Forssell           | Phần Lan              | TĐ     | Birmingham City      | [ 24 ]  |
| Tháng 4       | 2004 | Thierry Henry             | Pháp                  | TĐ     | Arsenal              | [ 24 ]  |
| Tháng 8       | 2004 | José Antonio Reyes        | Tây Ban Nha           | TV     | Arsenal              | [ 25 ]  |
| Tháng 9       | 2004 | Ledley King               | Anh                   | HV     | Tottenham Hotspur    | [ 25 ]  |
| Tháng 10      | 2004 | Andrew Johnson            | Anh                   | TĐ     | Crystal Palace       | [ 25 ]  |
| Tháng 11      | 2004 | Arjen Robben              | Hà Lan                | TV     | Chelsea              | [ 25 ]  |
| Tháng 12      | 2004 | Steven Gerrard            | Anh                   | TV     | Liverpool            | [ 26 ]  |
| Tháng 1       | 2005 | John Terry                | Anh                   | HV     | Chelsea              | [ 25 ]  |
| Tháng 2       | 2005 | Wayne Rooney              | Anh                   | TĐ     | Manchester United    | [ 25 ]  |
| Tháng 3       | 2005 | Joe Cole                  | Anh                   | TV     | Chelsea              | [ 25 ]  |
| Tháng 4       | 2005 | Frank Lampard             | Anh                   | TV     | Chelsea              | [ 25 ]  |
| Tháng 8       | 2005 | Darren Bent               | Anh                   | TĐ     | Charlton Athletic    | [ 27 ]  |
| Tháng 9       | 2005 | Danny Murphy              | Anh                   | TV     | Charlton Athletic    | [ 27 ]  |
| Tháng 10      | 2005 | Frank Lampard             | Anh                   | TV     | Chelsea              | [ 27 ]  |
| Tháng 11      | 2005 | Robin van Persie          | Hà Lan                | TĐ     | Arsenal              | [ 27 ]  |
| Tháng 12      | 2005 | Wayne Rooney              | Anh                   | TĐ     | Manchester United    | [ 28 ]  |
| Tháng 1       | 2006 | Anton Ferdinand           | Anh                   | HV     | West Ham United      | [ 27 ]  |
| Tháng 2       | 2006 | Kevin Nolan               | Anh                   | TV     | Bolton Wanderers     | [ 27 ]  |
| Tháng 3       | 2006 | Wayne Rooney              | Anh                   | TĐ     | Manchester United    | [ 27 ]  |
| Tháng 4       | 2006 | Steven Gerrard            | Anh                   | TV     | Liverpool            | [ 29 ]  |
| Tháng 8       | 2006 | Ryan Giggs                | Wales                 | TV     | Manchester United    | [ 30 ]  |
| Tháng 9       | 2006 | Andrew Johnson            | Anh                   | TĐ     | Everton              | [ 31 ]  |
| Tháng 10      | 2006 | Paul Scholes              | Anh                   | TV     | Manchester United    | [ 31 ]  |
| Tháng 11      | 2006 | Cristiano Ronaldo         | Bồ Đào Nha            | TĐ     | Manchester United    | [ 31 ]  |
| Tháng 12      | 2006 | Cristiano Ronaldo         | Bồ Đào Nha            | TĐ     | Manchester United    | [ 32 ]  |
| Tháng 1       | 2007 | Cesc Fàbregas             | Tây Ban Nha           | TV     | Arsenal              | [ 33 ]  |
| Tháng 2       | 2007 | Ryan Giggs                | Wales                 | TV     | Manchester United    | [ 34 ]  |
| Tháng 3       | 2007 | Petr Čech                 | Cộng hòa Séc          | TM     | Chelsea              | [ 35 ]  |
| Tháng 4       | 2007 | Dimitar Berbatov          | Bulgaria              | TĐ     | Tottenham Hotspur    | [ 36 ]  |
| Tháng 4       | 2007 | Robbie Keane              | Ireland               | TĐ     | Tottenham Hotspur    | [ 36 ]  |
| Tháng 8       | 2007 | Micah Richards            | Anh                   | HV     | Manchester City      | [ 37 ]  |
| Tháng 9       | 2007 | Cesc Fàbregas             | Tây Ban Nha           | TV     | Arsenal              | [ 38 ]  |
| Tháng 10      | 2007 | Wayne Rooney              | Anh                   | TĐ     | Manchester United    | [ 39 ]  |
| Tháng 11      | 2007 | Gabriel Agbonlahor        | Anh                   | TĐ     | Aston Villa          | [ 40 ]  |
| Tháng 12      | 2007 | Roque Santa Cruz          | Paraguay              | TĐ     | Blackburn Rovers     | [ 41 ]  |
| Tháng 1       | 2008 | Cristiano Ronaldo         | Bồ Đào Nha            | TĐ     | Manchester United    | [ 42 ]  |
| Tháng 2       | 2008 | Fernando Torres           | Tây Ban Nha           | TĐ     | Liverpool            | [ 43 ]  |
| Tháng 3       | 2008 | Cristiano Ronaldo         | Bồ Đào Nha            | TĐ     | Manchester United    | [ 44 ]  |
| Tháng 4       | 2008 | Ashley Young              | Anh                   | HV     | Aston Villa          | [ 45 ]  |
| Tháng 8       | 2008 | Deco                      | Bồ Đào Nha            | TV     | Chelsea              | [ 46 ]  |
| Tháng 9       | 2008 | Ashley Young              | Anh                   | HV     | Aston Villa          | [ 47 ]  |
| Tháng 10      | 2008 | Frank Lampard             | Anh                   | TV     | Chelsea              | [ 48 ]  |
| Tháng 11      | 2008 | Nicolas Anelka            | Pháp                  | TĐ     | Chelsea              | [ 49 ]  |
| Tháng 12      | 2008 | Ashley Young              | Anh                   | HV     | Aston Villa          | [ 50 ]  |
| Tháng 1       | 2009 | Nemanja Vidić             | Serbia                | HV     | Manchester United    | [ 51 ]  |
| Tháng 2       | 2009 | Phil Jagielka             | Anh                   | HV     | Everton              | [ 52 ]  |
| Tháng 3       | 2009 | Steven Gerrard            | Anh                   | TV     | Liverpool            | [ 53 ]  |
| Tháng 4       | 2009 | Andrey Arshavin           | Nga                   | TV     | Arsenal              | [ 54 ]  |
| Tháng 8       | 2009 | Jermain Defoe             | Anh                   | TĐ     | Tottenham Hotspur    | [ 55 ]  |
| Tháng 9       | 2009 | Fernando Torres           | Tây Ban Nha           | TĐ     | Liverpool            | [ 56 ]  |
| Tháng 10      | 2009 | Robin van Persie          | Hà Lan                | TĐ     | Arsenal              | [ 57 ]  |
| Tháng 11      | 2009 | Jimmy Bullard             | Anh                   | TV     | Hull City            | [ 58 ]  |
| Tháng 12      | 2009 | Carlos Tevez              | Argentina             | TĐ     | Manchester City      | [ 59 ]  |
| Tháng 1       | 2010 | Wayne Rooney              | Anh                   | TĐ     | Manchester United    | [ 60 ]  |
| Tháng 2       | 2010 | Mark Schwarzer            | Úc                    | TM     | Fulham               | [ 61 ]  |
| Tháng 3       | 2010 | Florent Malouda           | Pháp                  | TV     | Chelsea              | [ 62 ]  |
| Tháng 4       | 2010 | Gareth Bale               | Wales                 | TĐ     | Tottenham Hotspur    | [ 63 ]  |
| Tháng 8       | 2010 | Paul Scholes              | Anh                   | TV     | Manchester United    | [ 64 ]  |
| Tháng 9       | 2010 | Peter Odemwingie          | Nigeria               | TĐ     | West Bromwich Albion | [ 65 ]  |
| Tháng 10      | 2010 | Rafael van der Vaart      | Hà Lan                | TV     | Tottenham Hotspur    | [ 66 ]  |
| Tháng 11      | 2010 | Johan Elmander            | Thụy Điển             | TĐ     | Bolton Wanderers     | [ 67 ]  |
| Tháng 12      | 2010 | Samir Nasri               | Pháp                  | TV     | Arsenal              | [ 68 ]  |
| Tháng 1       | 2011 | Dimitar Berbatov          | Bulgaria              | TĐ     | Manchester United    | [ 69 ]  |
| Tháng 2       | 2011 | Scott Parker              | Anh                   | TV     | West Ham United      | [ 70 ]  |
| Tháng 3       | 2011 | David Luiz                | Brasil                | HV     | Chelsea              | [ 71 ]  |
| Tháng 4       | 2011 | Peter Odemwingie          | Nigeria               | TĐ     | West Bromwich Albion | [ 72 ]  |
| Tháng 8       | 2011 | Edin Džeko                | Bosnia và Herzegovina | TĐ     | Manchester City      | [ 73 ]  |
| Tháng 9       | 2011 | David Silva               | Tây Ban Nha           | TV     | Manchester City      | [ 74 ]  |
| Tháng 10      | 2011 | Robin van Persie          | Hà Lan                | TĐ     | Arsenal              | [ 75 ]  |
| Tháng 11      | 2011 | Scott Parker              | Anh                   | TV     | Tottenham Hotspur    | [ 76 ]  |
| Tháng 12      | 2011 | Demba Ba                  | Senegal               | TĐ     | Newcastle United     | [ 77 ]  |
| Tháng 1       | 2012 | Gareth Bale               | Wales                 | TĐ     | Tottenham Hotspur    | [ 78 ]  |
| Tháng 2       | 2012 | Peter Odemwingie          | Nigeria               | TĐ     | West Bromwich Albion | [ 79 ]  |
| Tháng 3       | 2012 | Gylfi Sigurðsson          | Iceland               | TV     | Swansea City         | [ 80 ]  |
| Tháng 4       | 2012 | Nikica Jelavić            | Croatia               | TĐ     | Everton              | [ 81 ]  |
| Tháng 9       | 2012 | Steven Fletcher           | Scotland              | TĐ     | Sunderland           | [ 82 ]  |
| Tháng 10      | 2012 | Juan Mata                 | Tây Ban Nha           | TV     | Chelsea              | [ 83 ]  |
| Tháng 11      | 2012 | Marouane Fellaini         | Bỉ                    | TV     | Everton              | [ 84 ]  |
| Tháng 12      | 2012 | Robin van Persie          | Hà Lan                | TĐ     | Manchester United    | [ 85 ]  |
| Tháng 1       | 2013 | Adam Le Fondre            | Anh                   | TĐ     | Reading              | [ 86 ]  |
| Tháng 2       | 2013 | Gareth Bale               | Wales                 | TĐ     | Tottenham Hotspur    | [ 87 ]  |
| Tháng 3       | 2013 | Jan Vertonghen            | Bỉ                    | HV     | Tottenham Hotspur    | [ 88 ]  |
| Tháng 4       | 2013 | Robin van Persie          | Hà Lan                | TĐ     | Manchester United    | [ 89 ]  |
| Tháng 8       | 2013 | Daniel Sturridge          | Anh                   | TĐ     | Liverpool            | [ 90 ]  |
| Tháng 9       | 2013 | Aaron Ramsey              | Wales                 | TV     | Arsenal              | [ 91 ]  |
| Tháng 10      | 2013 | Sergio Agüero             | Argentina             | TĐ     | Manchester City      | [ 92 ]  |
| Tháng 11      | 2013 | Tim Krul                  | Hà Lan                | TM     | Newcastle United     | [ 93 ]  |
| Tháng 12      | 2013 | Luis Suárez               | Uruguay               | TĐ     | Liverpool            | [ 94 ]  |
| Tháng 1       | 2014 | Adam Johnson              | Anh                   | TV     | Sunderland           | [ 95 ]  |
| Tháng 2       | 2014 | Daniel Sturridge          | Anh                   | TĐ     | Liverpool            | [ 96 ]  |
| Tháng 3       | 2014 | Steven Gerrard            | Anh                   | TV     | Liverpool            | [ 97 ]  |
| Tháng 3       | 2014 | Luis Suárez               | Uruguay               | TĐ     | Liverpool            | [ 97 ]  |
| Tháng 4       | 2014 | Connor Wickham            | Anh                   | TĐ     | Sunderland           | [ 98 ]  |
| Tháng 8       | 2014 | Diego Costa               | Tây Ban Nha           | TĐ     | Chelsea              | [ 99 ]  |
| Tháng 9       | 2014 | Graziano Pellè            | Ý                     | TĐ     | Southampton          | [ 100 ] |
| Tháng 10      | 2014 | Diafra Sakho              | Senegal               | TĐ     | West Ham United      | [ 101 ] |
| Tháng 11      | 2014 | Sergio Agüero             | Argentina             | TĐ     | Manchester City      | [ 102 ] |
| Tháng 12      | 2014 | Charlie Austin            | Anh                   | TĐ     | Queens Park Rangers  | [ 103 ] |
| Tháng 1       | 2015 | Harry Kane                | Anh                   | TĐ     | Tottenham Hotspur    | [ 104 ] |
| Tháng 2       | 2015 | Harry Kane                | Anh                   | TĐ     | Tottenham Hotspur    | [ 105 ] |
| Tháng 3       | 2015 | Olivier Giroud            | Pháp                  | TĐ     | Arsenal              | [ 106 ] |
| Tháng 4       | 2015 | Christian Benteke         | Bỉ                    | TĐ     | Aston Villa          | [ 107 ] |
| Tháng 8       | 2015 | André Ayew                | Ghana                 | TĐ     | Swansea City         | [ 108 ] |
| Tháng 9       | 2015 | Anthony Martial           | Pháp                  | TĐ     | Manchester United    | [ 109 ] |
| Tháng 10      | 2015 | Jamie Vardy               | Anh                   | TĐ     | Leicester City       | [ 110 ] |
| Tháng 11      | 2015 | Jamie Vardy               | Anh                   | TĐ     | Leicester City       | [ 111 ] |
| Tháng 12      | 2015 | Odion Ighalo              | Nigeria               | TĐ     | Watford              | [ 112 ] |
| Tháng 1       | 2016 | Sergio Agüero             | Argentina             | TĐ     | Manchester City      | [ 113 ] |
| Tháng 2       | 2016 | Fraser Forster            | Anh                   | TM     | Southampton          | [ 114 ] |
| Tháng 3       | 2016 | Harry Kane                | Anh                   | TĐ     | Tottenham Hotspur    | [ 115 ] |
| Tháng 4       | 2016 | Sergio Agüero             | Argentina             | TĐ     | Manchester City      | [ 116 ] |
| Tháng 8       | 2016 | Raheem Sterling           | Anh                   | TĐ     | Manchester City      | [ 117 ] |
| Tháng 9       | 2016 | Son Heung-min             | Hàn Quốc              | TĐ     | Tottenham Hotspur    | [ 118 ] |
| Tháng 10      | 2016 | Eden Hazard               | Bỉ                    | TĐ     | Chelsea              | [ 119 ] |
| Tháng 11      | 2016 | Diego Costa               | Tây Ban Nha           | TĐ     | Chelsea              | [ 120 ] |
| Tháng 12      | 2016 | Zlatan Ibrahimović        | Thụy Điển             | TĐ     | Manchester United    | [ 121 ] |
| Tháng 1       | 2017 | Dele Alli                 | Anh                   | TV     | Tottenham Hotspur    | [ 122 ] |
| Tháng 2       | 2017 | Harry Kane                | Anh                   | TĐ     | Tottenham Hotspur    | [ 123 ] |
| Tháng 3       | 2017 | Romelu Lukaku             | Bỉ                    | TĐ     | Everton              | [ 124 ] |
| Tháng 4       | 2017 | Son Heung-min             | Hàn Quốc              | TĐ     | Tottenham Hotspur    | [ 125 ] |
| Tháng 8       | 2017 | Sadio Mané                | Senegal               | TĐ     | Liverpool            | [ 126 ] |
| Tháng 9       | 2017 | Harry Kane                | Anh                   | TĐ     | Tottenham Hotspur    | [ 127 ] |
| Tháng 10      | 2017 | Leroy Sané                | Đức                   | TĐ     | Manchester City      | [ 128 ] |
| Tháng 11      | 2017 | Mohamed Salah             | Ai Cập                | TĐ     | Liverpool            | [ 129 ] |
| Tháng 12      | 2017 | Harry Kane                | Anh                   | TĐ     | Tottenham Hotspur    | [ 130 ] |
| Tháng 1       | 2018 | Sergio Agüero             | Argentina             | TĐ     | Manchester City      | [ 131 ] |
| Tháng 2       | 2018 | Mohamed Salah             | Ai Cập                | TĐ     | Liverpool            | [ 132 ] |
| Tháng 3       | 2018 | Mohamed Salah             | Ai Cập                | TĐ     | Liverpool            | [ 133 ] |
| Tháng 4       | 2018 | Wilfried Zaha             | Bờ Biển Ngà           | TĐ     | Crystal Palace       | [ 134 ] |
| Tháng 8       | 2018 | Lucas Moura               | Brasil                | TV     | Tottenham Hotspur    | [ 135 ] |
| Tháng 9       | 2018 | Eden Hazard               | Bỉ                    | TĐ     | Chelsea              | [ 136 ] |
| Tháng 10      | 2018 | Pierre-Emerick Aubameyang | Gabon                 | TĐ     | Arsenal              | [ 137 ] |
| Tháng 11      | 2018 | Raheem Sterling           | Anh                   | TĐ     | Manchester City      | [ 138 ] |
| Tháng 12      | 2018 | Virgil van Dijk           | Hà Lan                | HV     | Liverpool            | [ 139 ] |
| Tháng 1       | 2019 | Marcus Rashford           | Anh                   | TĐ     | Manchester United    | [ 140 ] |
| Tháng 2       | 2019 | Sergio Agüero             | Argentina             | TĐ     | Manchester City      | [ 141 ] |
| Tháng 3       | 2019 | Sadio Mané                | Senegal               | TĐ     | Liverpool            | [ 142 ] |
| Tháng 4       | 2019 | Jamie Vardy               | Anh                   | TĐ     | Leicester City       | [ 143 ] |
| Tháng 8       | 2019 | Teemu Pukki               | Phần Lan              | TĐ     | Norwich City         | [ 144 ] |
| Tháng 9       | 2019 | Pierre-Emerick Aubameyang | Gabon                 | TĐ     | Arsenal              | [ 145 ] |
| Tháng 10      | 2019 | Jamie Vardy               | Anh                   | TĐ     | Leicester City       | [ 146 ] |
| Tháng 11      | 2019 | Sadio Mané                | Senegal               | TĐ     | Liverpool            | [ 147 ] |
| Tháng 12      | 2019 | Trent Alexander-Arnold    | Anh                   | HV     | Liverpool            | [ 148 ] |
| Tháng 1       | 2020 | Sergio Agüero             | Argentina             | TĐ     | Manchester City      | [ 149 ] |
| Tháng 2       | 2020 | Bruno Fernandes           | Bồ Đào Nha            | TV     | Manchester United    | [ 150 ] |
| Tháng 6       | 2020 | Bruno Fernandes           | Bồ Đào Nha            | TV     | Manchester United    | [ 151 ] |
| Tháng 7       | 2020 | Michail Antonio           | Anh                   | TV     | West Ham United      | [ 152 ] |
| Tháng 9       | 2020 | Dominic Calvert-Lewin     | Anh                   | TĐ     | Everton              | [ 153 ] |
| Tháng 10      | 2020 | Son Heung-min             | Hàn Quốc              | TĐ     | Tottenham Hotspur    | [ 154 ] |
| Tháng 11      | 2020 | Bruno Fernandes           | Bồ Đào Nha            | TV     | Manchester United    | [ 155 ] |
| Tháng 12      | 2020 | Bruno Fernandes           | Bồ Đào Nha            | TV     | Manchester United    | [ 156 ] |
| Tháng 1       | 2021 | İlkay Gündoğan            | Đức                   | TV     | Manchester City      | [ 157 ] |
| Tháng 2       | 2021 | İlkay Gündoğan            | Đức                   | TV     | Manchester City      | [ 158 ] |
| Tháng 3       | 2021 | Kelechi Iheanacho         | Nigeria               | TĐ     | Leicester City       | [ 159 ] |
| Tháng 4       | 2021 | Jesse Lingard             | Anh                   | TV     | West Ham United      | [ 160 ] |
| Tháng 5       | 2021 | Joe Willock               | Anh                   | TV     | Newcastle United     | [ 161 ] |
| Tháng 8       | 2021 | Michail Antonio           | Jamaica               | TV     | West Ham United      | [ 162 ] |
| Tháng 9       | 2021 | Cristiano Ronaldo         | Bồ Đào Nha            | TĐ     | Manchester United    | [ 163 ] |
| Tháng 10      | 2021 | Mohamed Salah             | Ai Cập                | TĐ     | Liverpool            | [ 164 ] |
| Tháng 11      | 2021 | Trent Alexander-Arnold    | Anh                   | HV     | Liverpool            | [ 165 ] |
| Tháng 12      | 2021 | Raheem Sterling           | Anh                   | TĐ     | Manchester City      | [ 166 ] |
| Tháng 1       | 2022 | David de Gea              | Tây Ban Nha           | TM     | Manchester United    | [ 167 ] |
| Tháng 2       | 2022 | Joël Matip                | Cameroon              | HV     | Liverpool            | [ 168 ] |
| Tháng 3       | 2022 | Harry Kane                | Anh                   | TĐ     | Tottenham Hotspur    | [ 169 ] |
| Tháng 4       | 2022 | Cristiano Ronaldo         | Bồ Đào Nha            | TĐ     | Manchester United    | [ 170 ] |
| Tháng 8       | 2022 | Erling Haaland            | Na Uy                 | TĐ     | Manchester City      | [ 171 ] |
| Tháng 9       | 2022 | Marcus Rashford           | Anh                   | TĐ     | Manchester United    | [ 172 ] |
| Tháng 10      | 2022 | Miguel Almirón            | Paraguay              | TĐ     | Newcastle United     | [ 173 ] |
| Tháng 11 & 12 | 2022 | Martin Ødegaard           | Na Uy                 | TV     | Arsenal              | [ 174 ] |
| Tháng 1       | 2023 | Marcus Rashford           | Anh                   | TĐ     | Manchester United    | [ 175 ] |
| Tháng 2       | 2023 | Marcus Rashford           | Anh                   | TĐ     | Manchester United    | [ 176 ] |
| Tháng 3       | 2023 | Bukayo Saka               | Anh                   | TĐ     | Arsenal              | [ 177 ] |
| Tháng 4       | 2023 | Erling Haaland            | Na Uy                 | TĐ     | Manchester City      | [ 178 ] |
| Tháng 8       | 2023 | James Maddison            | Anh                   | TV     | Tottenham Hotspur    | [ 179 ] |
| Tháng 9       | 2023 | Son Heung-min             | Hàn Quốc              | TĐ     | Tottenham Hotspur    | [ 180 ] |
| Tháng 10      | 2023 | Mohamed Salah             | Ai Cập                | TĐ     | Liverpool            | [ 181 ] |
| Tháng 11      | 2023 | Harry Maguire             | Anh                   | HV     | Manchester United    | [ 182 ] |
| Tháng 12      | 2023 | Dominic Solanke           | Anh                   | TĐ     | Bournemouth          | [ 183 ] |
| Tháng 1       | 2024 | Diogo Jota                | Bồ Đào Nha            | TĐ     | Liverpool            | [ 184 ] |
| Tháng 2       | 2024 | Rasmus Højlund            | Đan Mạch              | TĐ     | Manchester United    | [ 185 ] |
| Tháng 3       | 2024 | Rodrigo Muniz             | Brasil                | TĐ     | Fulham               | [ 186 ] |
| Tháng 4       | 2024 | Cole Palmer               | Anh                   | TV     | Chelsea              | [ 187 ] |
| Tháng 8       | 2024 | Erling Haaland            | Na Uy                 | TĐ     | Manchester City      | [ 188 ] |
| Tháng 9       | 2024 | Cole Palmer               | Anh                   | TV     | Chelsea              | [ 189 ] |
| Tháng 10      | 2024 | Chris Wood                | New Zealand           | TĐ     | Nottingham Forest    | [ 190 ] |
| Tháng 11      | 2024 | Mohamed Salah             | Ai Cập                | TĐ     | Liverpool            | [ 191 ] |
| Tháng 12      | 2024 | Alexander Isak            | Thụy Điển             | TĐ     | Newcastle United     | [ 192 ] |
| Tháng 1       | 2025 | Justin Kluivert           | Hà Lan                | TĐ     | Bournemouth          | [ 193 ] |
| Tháng 2       | 2025 | Mohamed Salah             | Ai Cập                | TĐ     | Liverpool            | [ 194 ] |
| Tháng 3       | 2025 | Bruno Fernandes           | Bồ Đào Nha            | TV     | Manchester United    | [ 195 ] |

## Đoạt giải nhiều lần
Bảng dưới đây liệt kê những cầu thủ đã giành giải thưởng Cầu thủ xuất sắc nhất tháng nhiều hơn một lần.
Những cầu thủ được in đậm vẫn còn thi đấu tại giải Ngoại hạng Anh. Những cầu thủ được in nghiêng vẫn còn thi đấu bóng đá chuyên nghiệp bên ngoài  giải Ngoại hạng Anh.
Tính đến giải thưởng tháng 3 năm 2025
| Hạng | Cầu thủ                   | Số lần |
| ---- | ------------------------- | ------ |
| 1    | Sergio Agüero             | 7      |
| 1    | Harry Kane                | 7      |
| 1    | Mohamed Salah             | 7      |
| 4    | Steven Gerrard            | 6      |
| 4    | Cristiano Ronaldo         | 6      |
| 6    | Bruno Fernandes           | 5      |
| 6    | Wayne Rooney              | 5      |
| 6    | Robin van Persie          | 5      |
| 8    | Dennis Bergkamp           | 4      |
| 8    | Thierry Henry             | 4      |
| 8    | Frank Lampard             | 4      |
| 8    | Marcus Rashford           | 4      |
| 8    | Son Heung-min             | 4      |
| 8    | Paul Scholes              | 4      |
| 8    | Alan Shearer              | 4      |
| 8    | Jamie Vardy               | 4      |
| 17   | Gareth Bale               | 3      |
| 17   | Erling Haaland            | 3      |
| 17   | Robbie Keane              | 3      |
| 17   | Sadio Mané                | 3      |
| 17   | Ruud van Nistelrooy       | 3      |
| 17   | Peter Odemwingie          | 3      |
| 17   | Raheem Sterling           | 3      |
| 17   | Dwight Yorke              | 3      |
| 17   | Ashley Young              | 3      |
| 26   | Trent Alexander-Arnold    | 2      |
| 26   | Nicolas Anelka            | 2      |
| 26   | Michail Antonio           | 2      |
| 26   | Pierre-Emerick Aubameyang | 2      |
| 26   | James Beattie             | 2      |
| 26   | Dimitar Berbatov          | 2      |
| 26   | Diego Costa               | 2      |
| 26   | Dion Dublin               | 2      |
| 26   | Cesc Fàbregas             | 2      |
| 26   | Tim Flowers               | 2      |
| 26   | Robbie Fowler             | 2      |
| 26   | Ryan Giggs                | 2      |
| 26   | David Ginola              | 2      |
| 26   | İlkay Gündoğan            | 2      |
| 26   | Eden Hazard               | 2      |
| 26   | Andrew Johnson            | 2      |
| 26   | Roy Keane                 | 2      |
| 26   | Matt Le Tissier           | 2      |
| 26   | Rob Lee                   | 2      |
| 26   | Danny Murphy              | 2      |
| 26   | Cole Palmer               | 2      |
| 26   | Scott Parker              | 2      |
| 26   | Teddy Sheringham          | 2      |
| 26   | Daniel Sturridge          | 2      |
| 26   | Luis Suárez               | 2      |
| 26   | Chris Sutton              | 2      |
| 26   | Fernando Torres           | 2      |
| 26   | Tony Yeboah               | 2      |
| 26   | Gianfranco Zola           | 2      |

## Thống kê đoạt giải

### Theo quốc tịch
Tính đến giải thưởng tháng 3 năm 2025
| Quốc tịch             | Cầu thủ | Số lần |
| --------------------- | ------- | ------ |
| Anh                   | 70      | 118    |
| Pháp                  | 12      | 17     |
| Hà Lan                | 8       | 17     |
| Bồ Đào Nha            | 4       | 13     |
| Tây Ban Nha           | 7       | 10     |
| Argentina             | 3       | 9      |
| Ai Cập                | 1       | 7      |
| Bỉ                    | 5       | 6      |
| Nigeria               | 4       | 6      |
| Ireland               | 3       | 6      |
| Wales                 | 3       | 6      |
| Brasil                | 5       | 5      |
| Senegal               | 3       | 5      |
| Thụy Điển             | 4       | 4      |
| Đức                   | 3       | 4      |
| Na Uy                 | 2       | 4      |
| Hàn Quốc              | 1       | 4      |
| Phần Lan              | 3       | 3      |
| Scotland              | 3       | 3      |
| Ghana                 | 2       | 3      |
| Ý                     | 2       | 3      |
| Trinidad và Tobago    | 1       | 3      |
| Cộng hòa Séc          | 2       | 2      |
| Jamaica               | 2       | 2      |
| Paraguay              | 2       | 2      |
| Nga                   | 2       | 2      |
| Bulgaria              | 1       | 2      |
| Gabon                 | 1       | 2      |
| Uruguay               | 1       | 2      |
| Úc                    | 1       | 1      |
| Áo                    | 1       | 1      |
| Bosnia và Herzegovina | 1       | 1      |
| Cameroon              | 1       | 1      |
| Costa Rica            | 1       | 1      |
| Croatia               | 1       | 1      |
| Đan Mạch              | 1       | 1      |
| Iceland               | 1       | 1      |
| Bờ Biển Ngà           | 1       | 1      |
| New Zealand           | 1       | 1      |
| Serbia                | 1       | 1      |
| Thổ Nhĩ Kỳ            | 1       | 1      |

### Theo vị trí thi đấu
Tính đến giải thưởng tháng 3 năm 2025
| Vị trí   | Số cầu thủ | Số lần |
| -------- | ---------- | ------ |
| Tiền đạo | 90         | 170    |
| Tiền vệ  | 55         | 82     |
| Hậu vệ   | 17         | 20     |
| Thủ môn  | 9          | 10     |

### Theo câu lạc bộ
Tính đến giải thưởng tháng 3 năm 2025
| Câu lạc bộ           | Số cầu thủ | Số lần |
| -------------------- | ---------- | ------ |
| Manchester United    | 23         | 48     |
| Liverpool            | 18         | 36     |
| Arsenal              | 22         | 32     |
| Tottenham Hotspur    | 15         | 26     |
| Chelsea              | 14         | 21     |
| Manchester City      | 9          | 20     |
| Newcastle United     | 8          | 11     |
| Everton              | 9          | 9      |
| Aston Villa          | 7          | 9      |
| Southampton          | 6          | 8      |
| West Ham United      | 6          | 7      |
| Leicester City       | 4          | 7      |
| Leeds United         | 5          | 6      |
| Blackburn Rovers     | 4          | 5      |
| Sunderland           | 4          | 4      |
| Bolton Wanderers     | 3          | 3      |
| Fulham               | 3          | 3      |
| West Bromwich Albion | 1          | 3      |
| Bournemouth          | 2          | 2      |
| Charlton Athletic    | 2          | 2      |
| Coventry City        | 2          | 2      |
| Crystal Palace       | 2          | 2      |
| Queens Park Rangers  | 2          | 2      |
| Swansea City         | 2          | 2      |
| Birmingham City      | 1          | 1      |
| Derby County         | 1          | 1      |
| Hull City            | 1          | 1      |
| Ipswich Town         | 1          | 1      |
| Middlesbrough        | 1          | 1      |
| Norwich City         | 1          | 1      |
| Nottingham Forest    | 1          | 1      |
| Portsmouth           | 1          | 1      |
| Reading              | 1          | 1      |
| Sheffield Wednesday  | 1          | 1      |
| Watford              | 1          | 1      |
| Wimbledon            | 1          | 1      |